# 橋本和夫
橋本 和夫（はしもと かずお、1947年4月3日 - ）は、茨城県出身のプロゴルファー。

## 来歴
16歳でゴルフを始め、1971年にプロ入りする。
1976年の阿蘇ナショナルパークオープンでは初日に藤井義将・上原忠明・金海繁・土山録志・岩下吉久・新井規矩雄を抑え、能田征二と並んで鈴木規夫の2位タイでスタートした。
1976年の関東プロでは2日目に尾崎将司・新井・鷹巣南雄・川田時志春と並んでの10位タイ、3日目には山田健一・草壁政治と並んでの7位タイに着けた。
1979年の三菱ギャラントーナメントでは初日3位で迎えた2日目に通算4アンダー140、前日首位の宮本康弘に1打差付けて首位に立ったが、3日目には78を叩いて佐藤正一・謝敏男（中華民国）・吉川一雄と並んでの9位タイに落ちた。　
1980年のサントリーオープンでは初日に68をマークし、河野高明・島田幸作・鷹巣・草野忠重、ビル・ロジャース（アメリカ）と並んでの2位タイでスタートした。
1985年の茨城オープンでは初日に67をマークし、中川泰一・安達典夫・岩下を抑えて首位に立つ。
1986年の水戸グリーンオープンで友利勝良・寺田寿に次ぐと同時に白石達哉・伊藤正己と並んでの3位タイに入り、1989年の関東オープンを最後にレギュラーツアーから引退。